# هری دنیسون
هری دنیسون (انگلیسی: Harry Dennison; ۴ نوامبر ۱۸۹۴ – ۱۵ دسامبر ۱۹۴۷) بازیکن فوتبال اهل بریتانیا بود.
از باشگاه‌هایی که در آن بازی کرده‌است می‌توان به باشگاه فوتبال روچدیل، باشگاه فوتبال استوک‌پورت کانتی، و باشگاه فوتبال بلکبرن روورز اشاره کرد.